# Anh không đòi quà
"Anh không đòi quà" là một bài hát của nam ca sĩ kiêm nhà sản xuất âm nhạc người Việt Nam Only C hợp tác với nam rapper người Việt Nam Karik, được phát hành vào ngày 22 tháng 11 năm 2013 trên Zing MP3. Only C đã hình thành ý tưởng sáng tác bài hát này dựa trên câu chuyện có thật về cô gái trẻ tố bạn trai đòi lại quà sau khi chia tay. Phần lời do anh và Karik cùng nhau biên soạn, riêng Only C đảm nhiệm toàn bộ khâu sản xuất. Nội dung của ca khúc nói về cách ứng xử của hai kiểu đàn ông trong xã hội, "tiền tiêu thả ga" và "nghèo khó tiền chẳng có", trong việc mua tặng quà cho người bạn gái.
"Anh không đòi quà" đã nhận về những đánh giá trái chiều từ các nhà báo lẫn giới chuyên môn. Trong khi một số cây viết khen ngợi ý tưởng và giai điệu vui nhộn, thì một số chuyên gia lại chỉ trích bài hát là nhảm nhí và "phi âm nhạc". Ca khúc từng đạt vị trí quán quân ở cả hai bảng xếp hạng Bài hát và Video trên nền tảng Zing MP3. Video âm nhạc của "Anh không đòi quà" được Avatar Entertainment phát hành vào ngày 2 tháng 12 năm 2013 cùng với sự góp mặt của Amanda Baby. Trong sản phẩm, chính hành động cô gái vừa đi bộ vừa tháo bỏ trang phục trên người đã tạo nên trào lưu "cởi đồ trả quà". Nhiều người trong giới trẻ đã chạy theo xu hướng và sáng tạo thành nhiều phiên bản cởi đồ khác nhau. Phần đông dư luận, nhà báo và cán bộ đều lên tiếng chỉ trích vì phản cảm. Tuy nhiên, việc xử phạt khi đó vẫn còn gặp khó khăn do chưa có quy định luật pháp cụ thể.
Tháng 3 năm 2014, Avatar Entertainment phát hành video ca nhạc phiên bản thứ hai của "Anh không đòi quà" do Bà Tưng đóng vai chính và trả quà bằng cách nghiền nát iPhone. Cả hai phiên bản video âm nhạc lẫn bài hát đều bị cho là vay mượn ý tưởng từ nước ngoài và không có sự mới lạ. "Anh không đòi quà" được Only C và Karik biểu diễn tại một số sự kiện lớn. Bài hát được nhóm BB&BG thực hiện lại theo phong cách parody, đồng thời được nhiều nghệ sĩ hát lại như Tâm Tít, Lê Dương Bảo Lâm, NSND Tự Long và nhóm nhạc 365daband.

## Bối cảnh
Sau khi trên mạng xã hội lan truyền đoạn phim ghi lại cảnh người yêu cũ cho người đến nhà để đòi lại quà từ phía cô gái sau khi chia tay vào khoảng giữa tháng 11 năm 2013, nhiều trào lưu xoay quanh chủ đề đã ra đời như viết bản cam kết, meme Internet, làm thật việc thật, "chế" lời bài hát, châm biếm bằng video dạng blog và sáng tác truyện tranh lên giấy nháp thi. Thạc sĩ Lê Trần Bảo Phương của trường Đại học Văn hóa Thành phố Hồ Chí Minh đã phân loại trào lưu "Anh không đòi quà" là một trào lưu sử dụng từ ngữ. Mai Châm đến từ báo Dân trí đã gọi hiện tượng "chia tay đòi quà" là một trong những "chiêu trò gây sốc của bạn trẻ" năm 2013. Đây cũng là nguồn cảm hứng để Only C và Karik sáng tác và cho ra mắt "Anh không đòi quà".
Only C trở về từ nước ngoài khoảng năm 2011 đến năm 2012 và bắt đầu làm việc cùng Karik để sản xuất các ca khúc "Bay thật xa", "Hai thế giới" và "Ế". Trước đó, bạn bè của Only C đã gửi cho anh nghe các bản rap của Karik như "Ba thằng bạn" và "Khu tao sống". Nam nhà sản xuất đã bày tỏ ngưỡng mộ sau khi nhận diện được tư duy và kỹ năng rap dễ nghe và nội lực của Karik, và bắt đầu tìm đến hợp tác nam rapper. Bài hát "Anh không đòi quà" ban đầu được Only C sáng tác tại bữa tiệc hồ bơi dựa trên câu chuyện có thật trên báo với mục đích giải trí và không có ý định làm thật. Anh cho rằng bài nhạc này sẽ không có người mua lại vì không ai đủ can đảm để thể hiện nên bài hát đó. Bằng chứng là Only C đã gửi cho nhiều người quen biết và bị từ chối cho đến khi Karik nhận lời hợp tác vì nam rapper bị thu hút trước giai điệu vui tai của bài hát. Tương tự, Karik lúc đầu cũng không có ý định thực hiện "Anh không đòi quà" nhưng sau đó đã đổi ý. Tháng 10 năm 2020, Karik tiết lộ trong vlog cá nhân rằng lúc đầu sau khi đảm nhận ca khúc, anh không biết phải nên sáng tác phần rap như thế nào cho đến khi trong đầu nam rapper nghĩ đến vần "eo" rồi tình cờ hình thành câu hát "Only C / Boy bánh bèo / Karik / Boy nhà nghèo" phân vai cho đôi song ca. Karik bảo rằng câu này được thêm vào ở phần giang tấu để tránh bị trống, nhưng may mắn lại ăn khớp bài hát. Only C khẳng định quá trình sáng tác và viết lời "Anh không đòi quà" của cả hai chỉ diễn ra trong một ngày.

## Sáng tác và phát hành
"Anh không đòi quà" là một bài hát nhạc trẻ Việt Nam hòa trộn với hip hop dài 2 phút 46 giây. Phần lời do Only C và Karik cùng nhau biên soạn, riêng Only C đảm nhiệm toàn bộ khâu sản xuất. Về mặt sáng tác, giai điệu và ca từ của "Anh không đòi quà" được Lê Huy của tạp chí điện tử Tri thức đánh giá là bắt tai, vui nhộn, mang tính phê phán, chỉ trích nhưng vẫn dừng lại ở mức hài hước và không quá gay gắt. Tuy nhiên, Hải Phong đến từ báo VietNamNet phát hiện "Anh không đòi quà" có giai điệu tương tự "My Love" của Lee Seung-chul, và Only C đã lên tiếng phủ nhận vì hai bài hát có nhịp độ, giai điệu cùng với hòa âm khác nhau. Ở góc cạnh ý nghĩa và thông điệp, nội dung của ca khúc xoay quanh sự đối lập của hai kiểu đàn ông: một đại gia "tiền tiêu thả ga" và một anh chàng "nghèo khó tiền chẳng có", trong việc mua quà tặng người yêu. Theo cây viết Tuệ Minh đến từ iHay phân tích, người đàn ông đại gia sẵn sàng mua cho cô gái những món quà đắt đỏ, còn chàng trai nhà nghèo thì chỉ có thể trao cho người phụ nữ lòng chung thủy. Đến khi mối tình kết thúc, chàng trai nhà nghèo sẽ không làm phiền hoặc đòi lại quà của người yêu, còn người đại gia thì ngược lại.
Trưa ngày 22 tháng 11 năm 2013, "Anh không đòi quà" chính thức được đăng tải lên nền tảng phát trực tuyến Zing MP3. Vài hôm kế tiếp, ca khúc bỗng chốc được cộng đồng mạng lan truyền để chê bai những câu chuyện gây xôn xao như đòi lại quà tặng hoặc tiền ăn cơm sau khi chia tay. Video âm nhạc cho ca khúc được ra mắt vào ngày 2 tháng 12. Ngày 11 tháng 12 năm 2013, "Anh không đòi quà" được phát hành trên nền tảng phát trực tuyến và tải kỹ thuật số trên toàn thế giới. Một phiên bản của ca khúc do Daniel Mastro và Trung Cupid phối lại nằm trong EP Không ổn của Karik được phát hành lên Zing MP3 vào ngày 18 tháng 11 năm 2014, và một phiên bản remix "Anh không đòi quà" được phát hành lên các nền tảng phát trực tuyến vào tháng 1 năm 2021.

## Đón nhận
"Anh không đòi quà" nhanh chóng trở thành một bài hát xu hướng hiện diện khắp nơi và duy trì trong khoảng thời gian dài. Bên cạnh đó, Karik đã nhận về nhiều chỉ trích và bị xem là phản bội đồng nghiệp trong giới underground. Từ một nhà sản xuất âm nhạc với thời gian làm việc chủ yếu ở phòng thu, Only C trở nên bận rộn với các lịch diễn, quay phim và chụp ảnh, thậm chí phân vai "boy bánh bèo" trong "Anh không đòi quà" còn trở thành biệt danh mà khán giả nhắc đến Only C. Bên cạnh "Hai thế giới" của Wowy và Karik, "Anh không đòi quà" đã góp phần đưa thể loại Rap Việt đến với khán giả đại chúng ở thời điểm sau khi ra mắt. Khi đó, mọi người đã nhìn nhận nhạc rap là một loại hình giải trí có nhiều tiềm năng trở thành những bài hát thu hút hàng triệu lượt xem hoặc lượt nghe. "Anh không đòi quà" trở thành một đề tài sôi nổi để các hãng trò chơi lồng ghép nhằm thu hút người chơi.
"Anh không đòi quà" đã nhận về những phản hồi trái chiều sau khi ra mắt. Hà Thu đến từ báo VnExpress nhận xét vì bài hát mang giai điệu vui nhộn, dễ nghe nên ca khúc dễ dàng trở thành trào lưu. Tiến Vũ của báo Tuổi Trẻ nhận định rằng nếu như không có sản phẩm khôi hài và đậm tính giải trí như "Anh không đòi quà" thì khán giả đại chúng có thể sẽ chỉ nhìn nhận rap như một thể loại âm nhạc mang tâm trạng bực tức, phẫn nộ, gai góc và sốc nổi. Nhà báo Ma Kết của tạp chí Tri thức đã xướng danh "Anh không đòi quà" là một trong những bản ca đắt khách nhờ việc bắt chước trào lưu giới trẻ Việt Nam và tán tương phần phối khí và lời bài hát được đầu tư công phu. Tuy nhiên, cây viết Hà Tùng Long biên tập cho báo Dân trí đã gọi bài hát là nhạc "rác" gây hại cho người nghe không chỉ do ca từ vô nghĩa, nhảm nhí, phản cảm, tục tĩu mà giai điệu còn rất "phi âm nhạc". Đồng thời, Hà Tùng Long còn chỉ ra những ca khúc tương đồng với "Anh không đòi quà" như "Oh My Chuối" của Sĩ Thanh, "Không cảm xúc" của Hồ Quang Hiếu, "Bụi bay vào mắt" của Phạm Quỳnh Anh. Nhạc sĩ Nguyễn Ngọc Thiện đã nhận định rằng những bài hát nhảm nhí đã khiến cho gu thẩm mỹ âm nhạc của người thưởng thức đi xuống. Bên cạnh đó, ca sĩ Mỹ Linh cũng gọi thực trạng ca khúc viết lời nhảm nhí, vô nghĩa là cả một sự thất bại chung của nền giáo dục.
Về mặt thương mại, "Anh không đòi quà" ra mắt ở vị trí thứ 13 trong tuần 48 năm 2013 với số điểm 1.418 trên bảng xếp hạng bài hát Việt Nam của Zing MP3. Sang tuần 49, ca khúc vươn lên hạng 4 (4.813 điểm) và rồi đạt hạng nhất trong tuần 50 (12.195 điểm), truất ngôi "Chỉ là em giấu đi" của Bích Phương và trở thành ca khúc quán quân cho màn hợp tác của Only C và Karik trên bảng xếp hạng bài hát. Ngoài ra, "Anh không đòi quà" còn leo lên ngôi quán quân tại bảng xếp hạng Video Việt Nam trong tuần 49 năm 2013. Trang tin nhanh Xã hội dẫn từ Một Thế Giới cho biết, nếu như không có Facebook, YouTube hay các mạng xã hội tương tự như ở đầu thập niên 2000 thì ngay cả bài hát "Gangnam Style" của Psy cũng đã không thể lan truyền mạnh mẽ.

## Video âm nhạc

### Phát triển, nội dung và đón nhận

Một cảnh quay trong video âm nhạc "Anh không đòi quà", trong hình là Karik (trái), Amanda Baby (giữa) và Only C (phải). Đây là cảnh tạo nên trào lưu cởi đồ trả quà và bị chỉ trích vì lý do phản cảm.

Video "Anh không đòi quà" được Avatar Entertainment phát hành vào ngày 2 tháng 12 năm 2013, do Trần Việt Anh đạo diễn. Ngoài ra, Hà Tùng Nguyên phụ trách phần đạo diễn hình ảnh và An Quốc phụ trách khâu sản xuất. Ý tưởng cởi bỏ quần áo thực chất là do Việt Anh đưa ra, và vị đạo diễn đã yêu cầu Only C và Karik đi tuyển một nhân vật nữ để thực hiện hóa ý tưởng đòi quà đó. Tuy nhiên, đôi song ca tự nhận họ khi đó không có đủ kinh phí để tuyển người mẫu chuyên nghiệp, và thiết nghĩ bạn bè sẽ không ai đủ dũng cảm để thực hiện. Rốt cuộc, họ cũng đã mời được một người can đảm nhận vai là Amanda Baby. Amanda Baby cho biết bản thân đã từng bị bạn trai cũ đòi quà và rất ân hận vì đã yêu người đó hai năm. Quá trình thực hiện "Anh không đòi quà" chỉ diễn ra trong vòng bốn tiếng, gồm ba lần tập luyện trước khi quay chính thức. Nội dung của video kể về cô gái (Amanda Baby) vừa chia tay bạn trai đại gia và bị đòi quà. Cô vừa đi bộ vừa tức giận cởi bỏ tất cả những món đồ đắt tiền trên người đến khi còn mỗi áo lót và quần mỏng. Đi theo bên cạnh là hai chàng trai gồm Only C (mặc áo khoác xanh với áo thun trắng, quần dài và mang túi xách hông) và Karik (tóc nhuộm, mặc áo tay dài trắng hồng, quần đùi với ba lô đen sau lưng) đang muốn theo đuổi lấy cô gái. Ở cảnh cuối, cô gái chọn leo lên xe đạp của Karik, và Only C đành lặng nhìn cô gái rời đi.
Tương tự như bản âm thanh, video âm nhạc của "Anh không đòi quà" nhanh chóng được nhiều người lan truyền trên mạng xã hội kèm theo bình luận và nhận xét. Nhà báo Mai Anh của VnExpress đã bày tỏ khen ngợi rằng về phần hình ảnh và diễn xuất của các diễn viên thì video thực hiện khá ổn. Cây viết M.L đến từ báo Dân trí cảm thấy video "Anh không đòi quà" có nhiều điểm tương đồng với ca khúc "Ái Thượng Nhĩ Hảo Cô Nương" (tiếng Trung: 愛上你好姑娘; nghĩa đen 'Trót yêu một cô nương tốt') năm 2011 của Tôn Huy (tiếng Trung: 孫輝) khi các cảnh quay cũng là hình ảnh một cô gái trẻ tuổi đi xuống từ xe hơi hạng sang, tranh cãi với bạn trai rồi sau đó cô chia tay người yêu, cởi bỏ từng thứ trên thân đến khi chỉ còn lại bộ đồ lót. Chung quan điểm, chuyên tin Xã hội qua phân tích đánh giá xu hướng thì viết rằng video dường như không có gì mới mẻ vì ý tưởng đa phần dựa vào hiện tượng có thật, kịch bản tương đồng với Trung Quốc và phần phối khí bị nghi ngờ là bắt chước một bài hát bên Hàn Quốc. Tuy nhiên, tờ báo vẫn khẳng định đôi song ca và đội ngũ đã biết cách sắp xếp, kết hợp để trở thành một clip một cách khéo léo để vừa đủ độ hài hước, châm biếm, nóng bỏng và sôi động nhằm thu hút người thưởng thức âm nhạc và và tạo nên một hiện tượng lan truyền rộng rãi và vươn ra xa khỏi ranh giới của âm nhạc.

### Trào lưu "cởi đồ trả quà"
Đi kèm với màn ra mắt video âm nhạc cho ca khúc "Anh không đòi quà" thì kéo theo là hiện tượng trào lưu thực hiện lại cảnh quay "cởi đồ trả quà". Nguyên nhân bắt nguồn từ sự quan tâm, tâm tư tình cảm, văn hóa nhận thức cùng với sáng tạo và mong muốn được thể hiện cá tính riêng ở đa số những người trẻ tuổi. Nhiều thanh thiếu niên khắp Việt Nam đã thi đua tung các video clip "Anh không đòi quà" lên mạng. Các tỉnh thành xuất hiện trào lưu này bao gồm Nam Định, Nha Trang, Cần Thơ, Hà Nội, Vũng Tàu, Nghệ An, Gia Lai, Sa Pa, thậm chí ở Buôn Ma Thuột còn xuất hiện cả phiên bản bé gái cởi đồ theo trào lưu. Hầu hết đều chứa cảnh tương tự với bản gốc là nữ nhân vật chính đi giữa đường phố, lần lượt cởi bỏ đồ đạc, quần áo, chỉ còn lại mỗi áo ngực và quần lót. Nhà báo Bình Đà viết cho chuyên mục "Lao động" của Dân trí đã gọi hiện tượng là một "vụ mùa bội thu" và cho rằng trước kia hiệu ứng trào lưu còn trông chờ vào ngành báo chí thì ngày nay đã tiện nghi hơn với các mạng xã hội Facebook, kênh truyền hình hay thậm chí là ở ngoài xã hội: "Vì những gì [giới giải trí] dạy công chúng, đến nay đã bắt đầu 'bói quả'." Karik trong một vlog đã thừa nhận anh cảm thấy phấn khích và nhiều người làm còn hấp dẫn hơn và hài hước hơn so với bản gốc của anh, còn Only C thì cảm thấy đó là một giấc mơ và một điều lạ lẫm khi đó là lần đầu tiên anh chứng kiến mọi người hưởng ứng bài hát nhiệt tình.
Nhiều người đã chỉ trích trào lưu bởi những hành động phản cảm cùng với các ý tưởng nhí nhố và cách dàn dựng kệch cỡm. Báo điện tử Tiền Phong cho biết, trong khi parody tại nước ngoài vừa thịnh hành vừa sáng tạo để tránh rập khuôn thì giới trẻ tại Việt Nam đã thể hiện những tác phẩm mang tính nhất thời và dường như không thể hiện đầu tư sáng tạo ý tưởng. Thạc sĩ xã hội học Lê Minh Tiến của trường Đại học Mở Thành phố Hồ Chí Minh cho rằng đây là một căn bệnh trong giới trẻ khi muốn tìm sự chú ý của người khác mà không sử dụng năng lực và kiến thức thật sự. Phó bí thư Thành Đoàn thành phố Hồ Chí Minh Lâm Đình Thắng đã tuyên bố đây là vấn đề nhức nhối và giới trẻ đã lựa chọn những hình thức không phù hợp để thể hiện chính mình. Cục trưởng Cục Nghệ thuật biểu diễn Nguyễn Đăng Chương tuyên bố rằng trào lưu "Anh không đòi quà" đã gây ra những ảnh hưởng xấu cho xã hội, đi ngược lại với đạo đức, truyền thống văn hóa của con người Việt Nam. Ông bày tỏ mong muốn lên án và ngăn chặn hiện tượng trào lưu này. Biên tập viên dẫn tin bên Xã hội cho biết, hiện tượng chính là "cơ hội vàng" để các nhà giáo dục xây dựng các chương trình đào tạo mới trong tương lai.
Ngày 13 tháng 12 năm 2013, một nhóm người tại Cần Thơ đã bị lập biên bản vì thực hiện quay video để phát tán lên mạng. Ngày 17 và 18 tháng 12, hai nhóm thực hiện hành vi tương tự tại Phan Thiết đã bị xử phạt hành chính vì vi phạm nếp sống văn minh nơi công cộng. Mặc dù vậy, đa số các video trào lưu đều được quay ở các con đường vắng, khó xác định rõ là hội họp hoặc là trình diễn hở hang nên lúc bấy giờ không có quy định luật pháp Việt Nam cụ thể để xử phạt. Đến năm 2014, Bộ trưởng Bộ Văn hóa, Thể thao và Du lịch Hoàng Tuấn Anh cho biết, hoạt động thanh tra, kiểm tra, xử lý vi phạm được đẩy mạnh hơn và kiên quyết hơn đối với vấn đề phản cảm và trào lưu.

### Video âm nhạc phần kế tiếp
Ngày 24 tháng 3 năm 2014, hãng Avatar Entertainment phát hành video phiên bản 2 của "Anh không đòi quà", trong đó có sự góp mặt của Bà Tưng và Rain Ku. Nội dung lần này không có cảnh quay lột quần áo, chỉ kể về một cô gái (Bà Tưng) bị người yêu đòi lại iPhone 5S sau khi chia tay. Trong tâm trạng bực bội, cô gái bỏ chiếc điện thoại vào máy xay sinh tố để nghiền nát, rồi đem trả lại trong sự sững sờ của bạn trai. Cả Karik (mặc áo thun tay dài trắng) lẫn Only C (mặc áo khoác sọc trắng đen với tai nghe ở cổ) đều góp mặt trong video. Về hậu trường, đội ngũ làm video sử dụng điện thoại hàng thật và xay điện thoại iPhone 5S tổng cộng hai lần. Lần đầu tiên là do họ vô tình ấn nhầm nút bắt đầu xay sinh tố trong khi vẫn chưa thực hiện thao tác ghi hình qua máy quay khiến cho đội ngũ phải trì hoãn khoảng hai tuần để chuẩn bị đạo cụ lại từ đầu.
Về mặt đón nhận, An Nhàn đến từ báo Phụ nữ nhận xét rằng tuy nội dung không hấp dẫn và mới mẻ so với phiên bản tiền nhiệm nhưng nhờ hiệu ứng từ phiên bản lột đồ trước đó và có sự góp mặt của nhân vật gây tranh cãi Bà Tưng nên sản phẩm đã thu hút nhiều người xem. Nhà báo khẳng định ý tưởng nghiền nát iPhone không phải là mới mẻ bởi một số khán giả đã quen thuộc với hình ảnh xay nát đồ điện tử trong chương trình quảng cáo máy xay sinh tố Will It Blend? của Blendtec tại Hoa Kỳ. An Nhàn còn dẫn thêm thông tin từ một số nguồn báo rằng "Anh không đòi quà" phiên bản kế tiếp được thực hiện nhằm quảng bá cho một nhà bán lẻ điện thoại và một phần mềm nhắn tin.

## Biểu diễn trực tiếp và sử dụng

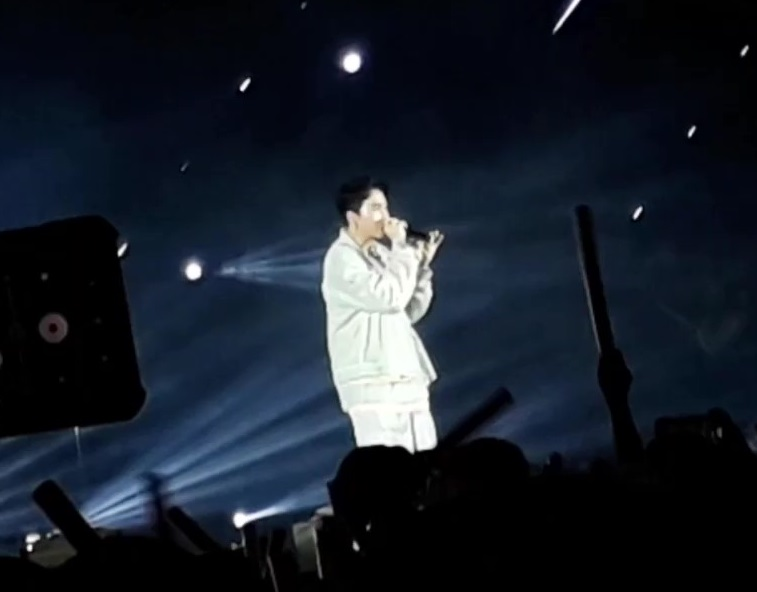
Karik biểu diễn tại FWD Music Tour Đà Nẵng (2020), trong đó có "Anh không đòi quà".

Từ khi "Anh không đòi quà" ra mắt, Only C và Karik đã trình diễn ca khúc này tại nhiều lễ hội âm nhạc nhỏ, câu lạc bộ, phòng trà và quán rượu khác nhau mỗi lần đứng chung một sân khấu. Tháng 6 năm 2014, họ trình diễn "Anh không đòi quà" tại Young Music Festival 2014 ở triển lãm Vân Hồ, Hà Nội. Tháng 1 năm 2020, Karik biểu diễn "Người lạ ơi" với Orange và đơn ca "Anh không đòi quà" tại buổi hòa nhạc ở sân vận động Hoa Lư trước khoảng 70.000 khán giả. Tháng 11 năm 2020, nam rapper biểu diễn đơn ca bài hát này bên cạnh "Người lạ ơi", "Quan trọng là thần thái" và "Do What You Want" cho FWD Music Tour 2020 tại Đà Nẵng. Tháng 11 năm 2022, bộ đôi hợp tác Only C–Karik xuất hiện bất ngờ tại đại nhạc hội MTV School Fest ở khu B ký túc xá Đại học Quốc gia Thành phố Hồ Chí Minh và cùng Miu Lê hát "Anh không đòi quà".
"Anh không đòi quà" được nhiều nghệ sĩ hát lại và sử dụng ở các chương trình giải trí. Tháng 12 năm 2013, Miu Miu hát lại "Anh không đòi quà" và bị cười đùa, bình phẩm về ngoại hình. Ngày 10 tháng 12 năm 2013, một phiên bản giễu nhại đồng tính nam "Anh không đòi quà" do nhóm BB&BG thực hiện đã thu về 149 triệu lượt xem trên YouTube tính đến tháng 12 năm 2018. Trưởng nhóm BB Trần cho rằng đây là video mà anh đã phải chồng nhiều lớp trang phục và đi bộ liên tục nhiều lần. Ngày 24 tháng 12 năm 2013, Tâm Tít thực hiện nhại lại video bản nhạc trong phiên bản Giáng sinh. Tháng 1 năm 2014, hai người chơi chuyên nghiệp thực hiện "Anh không đòi quà" phiên bản trò chơi Audition Online. Cũng trong tháng, Bà Tưng cùng Only C và Phở đã thể hiện lại vai diễn "Anh không đòi quà" trong tập phim thứ 8 của nhóm Thích ăn phở. Tháng 3 năm 2014, Ryan Duy Hùng đã hát lại và quay video cho bài hát. Một giọng ca bị gán nhãn "thảm họa âm nhạc" tên Lệ Rơi đã từng hát lại "Anh không đòi quà".
Tháng 6 năm 2014, Hoài Linh và Việt Hương đã trình diễn vũ đạo bài hát trong Người bí ẩn. Tháng 2 năm 2015, nghệ sĩ Xuân Hinh và Lan Phương đã diễn kịch chủ đề và hát lại "Anh không đòi quà" trong tiểu phẩm hài "Đại gia ngày hôm qua". Tháng 6 năm 2017, diễn viên hài Lê Dương Bảo Lâm hát liên khúc bài hát cùng với "Ăn gì đây" trong tập 8 của Sinh ra để tỏa sáng. Tháng 12 năm 2017, Hữu Vi hát lại bài hát trong Glee tập 17 cùng với Cindy V, Rocker Nguyễn và Võ Đình Hiếu. Tháng 1 năm 2018, Xkey cover "Anh không đòi quà" ở tập 10 của Ban nhạc Việt. Tháng 12 năm 2018, Nghệ sĩ Nhân dân Tự Long đã trình diễn ca khúc phiên bản hát chèo. Tháng 10 năm 2020, nhóm nhạc 365daband đã hát tặng người hâm mộ "Anh không đòi quà" liên khúc với "Khi anh yêu em", "Hai cô tiên" và "Tôi đã quên thật rồi". Ngày 30 tháng 9 năm 2023, thí sinh Xuân Định K.Y đã trình diễn bài hát trong Thần tượng âm nhạc Việt Nam mùa thứ 8 và được nhận xét là an toàn.

## Danh sách bài hát
| - Tải kỹ thuật số, phát trực tuyến 1. "Anh không đòi quà" — 2:46 - Tải kỹ thuật số, phát trực tuyến (EP Không ổn của Karik) 1. "Không ổn" — 2:54 2. "Cứ là mình" — 3:05 3. "Anh không đòi quà" (Daniel Mastro & Trung Cupid Remix) — 5:27 | - Tải kỹ thuật số, phát trực tuyến (FDJ remix) 1. "Anh không đòi quà" (FDJ Remix) — 4:11 - Tải kỹ thuật số, phát trực tuyến (DJ Sky Producer remix) 1. "Anh không đòi quà" (DJ Sky Producer Remix) — 4:03 - Tải kỹ thuật số, phát trực tuyến (remix) 1. "Anh không đòi quà" (Remix) — 3:39 |